# Sternbergia
Sternbergia is een geslacht uit de narcisfamilie (Amaryllidaceae). De soorten kennen een breed verspreidingsgebied van het Middellandse Zeegebied tot in West-Azië en Centraal-Azië.

## Soorten
- Sternbergia candida B.Mathew & T.Baytop
- Sternbergia clusiana (Ker Gawl.) Ker Gawl. ex Spreng.
- Sternbergia colchiciflora Waldst. & Kit.
- Sternbergia lutea (L.) Ker Gawl. ex Spreng.
- Sternbergia pulchella Boiss. & C.I.Blanche
- Sternbergia schubertii Schenk
- Sternbergia vernalis (Mill.) Gorer & J.H.Harvey

... · 
Acis · 
Amaryllis · 
Boophone · 
Clivia · 
Crinum (Haaklelie) · 
Galanthus (Sneeuwklokje) · 
Hippeastrum · 
Hymenocallis · 
Leucojum (Narcisklokje) · 
Narcissus (Narcis) · 
Pancratium · 
Scadoxus · 
Sprekelia · 
Sternbergia · 
...